# خودوتس
خودوتس (به لاتین: Khuduts) یک منطقهٔ مسکونی در روسیه است که در شهرستان داخادایفسکی واقع شده‌است.